# Gymnastique artistique aux Jeux olympiques d'été de 2008 - Qualifications femmes
 (août 2014).
Pour un article plus général, voir Gymnastique artistique aux Jeux olympiques d'été de 2008.
Navigation
Athènes 2004 Londres 2012
Les qualifications pour la gymnastique artistique aux Jeux olympiques d'été de 2008 ont eu lieu au Palais national omnisports de Pékin le 10 août. Les résultats déterminent les qualifiées pour les finales : 8 équipes, 24 gymnastes, et 8 gymnastes pour les finales par appareil.
La compétition a été découpée en 4 sessions, à 10H, 13H30, 17H et 20H.

## Résultats

### Équipes qualifiées
| Rang | Pays       | Saut   | Barres asymétriques | Poutre | Sol    | Total   |
| ---- | ---------- | ------ | ------------------- | ------ | ------ | ------- |
| 1    | Chine      | 61.825 | 62.650              | 63.050 | 60.750 | 248.275 |
| 2    | États-Unis | 62.225 | 61.125              | 63.400 | 60.050 | 246.800 |
| 3    | Russie     | 60.850 | 61.775              | 62.000 | 59.775 | 244.400 |
| 4    | Roumanie   | 59.725 | 58.450              | 60.950 | 59.300 | 238.425 |
| 5    | Australie  | 59.450 | 59.050              | 58.625 | 58.325 | 235.450 |
| 6    | France     | 58.825 | 58.525              | 58.975 | 57.550 | 233.875 |
| 7    | Brésil     | 59.450 | 58.425              | 56.675 | 59.250 | 233.800 |
| 8    | Japon      | 58.050 | 58.725              | 59.900 | 56.500 | 233.175 |

### Qualifiés au concours général
| Rang | Gymnaste            | Pays               | Saut   | Barres asymétriques | Poutre | Sol    | Total  |
| ---- | ------------------- | ------------------ | ------ | ------------------- | ------ | ------ | ------ |
| 1    | Shawn Johnson       | États-Unis         | 16.000 | 15.325              | 15.975 | 15.425 | 62.725 |
| 2    | Nastia Liukin       | États-Unis         | 15.100 | 15.950              | 15.975 | 15.350 | 62.375 |
| 3    | Yang Yilin          | Chine              | 15.200 | 16.650              | 15.500 | 15.000 | 62.350 |
| 4    | Ksenia Semenova     | Russie             | 14.750 | 16.475              | 15.775 | 14.475 | 61.475 |
| 5    | Anna Pavlova        | Russie             | 15.350 | 14.600              | 15.825 | 15.125 | 60.900 |
| 6    | Jiang Yuyuan        | Chine              | 14.775 | 15.550              | 15.250 | 15.050 | 60.625 |
| 7    | Steliana Nistor     | Roumanie           | 14.900 | 15.975              | 15.075 | 14.550 | 60.500 |
| 8    | Jade Barbosa        | Brésil             | 15.100 | 14.800              | 14.700 | 14.900 | 59.500 |
| 9    | Sandra Izbasa       | Roumanie           | 15.100 | 13.575              | 15.225 | 15.475 | 59.375 |
| 10   | Oksana Chusovitina  | Allemagne          | 15.800 | 14.725              | 14.400 | 14.450 | 59.375 |
| 11   | Shona Morgan        | Australie          | 14.700 | 14.500              | 15.350 | 14.525 | 59.075 |
| 12   | Koko Tsurumi        | Japon              | 14.200 | 15.025              | 15.425 | 14.325 | 58.975 |
| 13   | Georgia Bonora      | Australie          | 14.850 | 14.500              | 15.025 | 14.525 | 58.900 |
| 14   | Elyse Hopfner-Hibbs | Canada             | 14.675 | 14.975              | 15.125 | 13.875 | 58.650 |
| 15   | Marine Petit        | France             | 14.850 | 14.325              | 14.800 | 14.375 | 58.350 |
| 16   | Vanessa Ferrari     | Italie             | 14.825 | 14.050              | 14.775 | 14.650 | 58.300 |
| 17   | Laetitia Dugain     | France             | 14.350 | 14.625              | 14.975 | 14.325 | 58.275 |
| 18   | Lia Parolari        | Italie             | 14.075 | 14.375              | 15.175 | 14.575 | 58.200 |
| 19   | Becky Downie        | Grande-Bretagne    | 15.050 | 14.650              | 14.225 | 14.150 | 58.075 |
| 20   | Ariella Kaslin      | Suisse             | 15.225 | 14.300              | 14.650 | 13.875 | 58.050 |
| 21   | Kristyna Palesova   | République tchèque | 14.325 | 15.100              | 15.075 | 13.300 | 57.800 |
| 22   | Kyoko Oshima        | Japon              | 14.700 | 14.450              | 14.300 | 14.175 | 57.625 |
| 23   | Ana Silva           | Brésil             | 14.750 | 14.550              | 13.475 | 14.800 | 57.575 |
| 24   | Gaëlle Mys          | Belgique           | 14.050 | 14.175              | 14.800 | 14.125 | 57.150 |

 (août 2014).
Seuls deux gymnastes par pays peuvent se qualifier pour une finale. Les gymnastes suivants ont obtenu des notes suffisamment élevées pour se qualifier, mais ne l'ont pas été car deux gymnastes de leur pays s'étaient déjà qualifiés avant eux :
- Ksenia Afanasyeva (6th place)
- Deng Linlin (9th place)
- Ekaterina Kramarenko (10th place)
- Bridget Sloan (11th place)
- Anamaria Tamirjan (16th place)
- Pauline Morel (29th place)
- Ashleigh Brennan (30th place)

The eventual final qualifier placed 31st overall in the all-around.

### Qualifications au sol
| Rang | Gymnaste             | Pays       | Note juges A | Note juges B | Pénalité | Total  |
| ---- | -------------------- | ---------- | ------------ | ------------ | -------- | ------ |
| 1    | Cheng Fei            | Chine      | 6.600        | 9.150        |          | 15.750 |
| 2    | Sandra Izbasa        | Roumanie   | 6.500        | 8.975        |          | 15.475 |
| 3    | Shawn Johnson        | États-Unis | 6.300        | 9.125        |          | 15.425 |
| 4    | Nastia Liukin        | États-Unis | 6.200        | 9.150        |          | 15.350 |
| 5    | Daiane Santos        | Brésil     | 6.400        | 8.975        | 0.100    | 15.275 |
| 6    | Ekaterina Kramarenko | Russie     | 6.100        | 9.050        |          | 15.150 |
| 7    | Anna Pavlova         | Russie     | 5.900        | 9.225        |          | 15.125 |
| 8    | Jiang Yuyuan         | Chine      | 6.200        | 8.850        |          | 15.050 |

### Qualifications au saut de cheval
| Rang | Gymnaste            | Pays          | Vault # | Note juges A | Note juges B | Pénalité | Note table de saut | Total  |
| ---- | ------------------- | ------------- | ------- | ------------ | ------------ | -------- | ------------------ | ------ |
| 1    | Cheng Fei           | Chine         | 1       | 6.500        | 9.650        |          | 16.150             | 15.912 |
| 2    | Hong Un Jong        | Corée du Nord | 1       | 6.500        | 9.150        |          | 15.650             | 15.725 |
| 3    | Alicia Sacramone    | États-Unis    | 1       | 6.300        | 9.550        |          | 15.850             | 15.625 |
| 4    | Oksana Chusovitina  | Allemagne     | 1       | 6.300        | 9.500        |          | 15.800             | 15.525 |
| 5    | Anna Pavlova        | Russie        | 1       | 5.800        | 9.550        |          | 15.350             | 15.275 |
| 6    | Carlotta Giovannini | Italie        | 1       | 5.800        | 9.300        |          | 15.100             | 15.137 |
| 7    | Jade Barbosa        | Brésil        | 1       | 5.800        | 9.400        | 0.100    | 15.100             | 15.050 |
| 8    | Ariella Kaslin      | Suisse        | 1       | 6.300        | 8.925        |          | 15.225             | 14.975 |

### Qualification aux barres asymétriques
| Rang | Gymnaste         | Pays            | Note juges A | Note juges B | Pénalité | Total  |
| ---- | ---------------- | --------------- | ------------ | ------------ | -------- | ------ |
| 1    | Yang Yilin       | Chine           | 7.700        | 8.950        |          | 16.650 |
| 2    | Ksenia Semenova  | Russie          | 7.400        | 9.075        |          | 16.475 |
| 3    | Anastasiia Koval | Ukraine         | 7.300        | 9.025        |          | 16.325 |
| 4    | Steliana Nistor  | Roumanie        | 7.300        | 8.675        |          | 15.975 |
| 5    | Nastia Liukin    | États-Unis      | 7.700        | 8.250        |          | 15.950 |
| 6    | He Kexin         | Chine           | 7.500        | 8.225        |          | 15.725 |
| 7    | Dariya Zgoba     | Ukraine         | 6.900        | 8.875        | 0.100    | 15.675 |
| 8    | Beth Tweddle     | Grande-Bretagne | 7.600        | 8.050        |          | 15.650 |

### Qualification à la poutre
| Rang | Gymnaste          | Pays       | Note juges A | Note juges B | Pénalité | Total  |
| ---- | ----------------- | ---------- | ------------ | ------------ | -------- | ------ |
| 1    | Li Shanshan       | Chine      | 7.000        | 9.125        |          | 16.125 |
| 2    | Nastia Liukin     | États-Unis | 6.600        | 9.375        |          | 15.975 |
| 3    | Shawn Johnson     | États-Unis | 6.900        | 9.075        |          | 15.975 |
| 4    | Cheng Fei         | Chine      | 6.700        | 9.275        | 0.100    | 15.875 |
| 5    | Anna Pavlova      | Russie     | 6.700        | 9.125        |          | 15.825 |
| 6    | Ksenia Afanasyeva | Russie     | 6.600        | 9.175        |          | 15.775 |
| 7    | Gabriela Dragoi   | Roumanie   | 6.500        | 8.950        |          | 15.450 |
| 8    | Koko Tsurumi      | Japon      | 6.500        | 8.925        |          | 15.425 |

Seuls deux gymnastes par pays peuvent se qualifier pour une finale. Les gymnastes suivants ont obtenu des notes suffisamment élevées pour se qualifier, mais ne l'ont pas été car deux gymnastes de leur pays s'étaient déjà qualifiés avant eux :
- Alicia Sacramone (4th place)
- Ksenia Semenova (8th place)
- Deng Linlin (9th place)
- Bridget Sloan (10th place)
- Yang Yilin (11th place)

The eventual final qualifier had the 13th highest balance beam score overall during qualification.